# Franco Russo (calciatore)
Franco Matías Russo (Buenos Aires, 25 ottobre 1994) è un calciatore argentino, difensore del Querétaro, in prestito dal Ludogorec.

## Caratteristiche tecniche
È un difensore centrale abile nel gioco aereo.

## Carriera
Cresciuto nel settore giovanile dell'All Boys, nel 2014 si trasferisce in Europa dove viene acquistato dal Tamarite, club di Tercera División. L'anno seguente passa alla squadra riserve dell'Espanyol. Viene poco impiegato dai catalani che lo girano in prestito al Vilafranca, salvo poi essere ceduto in via definitiva all'Ontinyent in Segunda División B.
Il 9 luglio 2018 firma un biennale col Maiorca, facendo il suo esordio da professionista l'11 settembre in occasione della partita di Coppa del Re vinta per 1-0 contro il Real Oviedo. Con appena quattro presenze contribuisce alla risalita in Primera División del club baleare e a fine stagione viene ceduto in prestito al Ponferradina. Di ritorno dal prestito, con la squadra nuovamente in Segunda División, Russo diventa titolare nella difesa di Luis García e contribuisce alla nuova promozione del club. Il 4 dicembre 2021 mette a segno la sua prima rete in Liga facendo partire la rimonta nella vittoria per 2-1 in casa dell'Atlético Madrid.

## Palmarès

### Club

#### Competizioni nazionali
- Campionato bulgaro: 1

Ludogorec: 2022-2023
- Coppa di Bulgaria: 1

Ludogorec: 2022-2023